# Теннисистка (фотография)
«Теннисистка» (англ. Tennis Girl) — культовая
фотография в стиле пин-ап, на которой запечатлена молодая женщина на теннисном корте. Правой рукой она держит ракетку, а левой слегка приподнимает сзади платье, дотрагиваясь до ягодицы, благодаря чему становится видно, что она без нижнего белья.

## История
Фотография сделана Мартином Эллиоттом в сентябре 1976 года в Бирмингемском университете. На ней изображена Фиона Батлер — на тот момент восемнадцатилетняя девушка Эллиотта. Фотография постановочная: Батлер не умела играть в теннис, а платье, ракетка и мячи были одолжены.
Фотография впервые была опубликована арт-ретейлером Athena в 1977 году в качестве части календаря, приуроченного к серебряному юбилею Елизаветы II.
В 1978 году фотография получила широкое распространение, когда начала продаваться в магазине плакатов Athena за 2 фунта стерлингов. Было продано около 2 миллионов экземпляров плаката.
Плакат стабильно продавался на протяжении 1980-х годов и вышел из обращения только в 1994 году, когда материнская компания Athena обанкротилась.
В 2001 году Батлер заявила в интервью, что нисколько не стесняется фотографии (англ. “I'm not at all embarrassed about that photo”).
Эллиотт умер в конце марта 2010 года.

## Популярность и пародии
Изображение пользуется большим спросом у коллекционеров и знаменитостей, в том числе у Джонатана Росса, Рики Джервейса и Адриана Пирса.
В разное время фотография пародировалась самыми разными людьми, например Аланом Карром и Кайли Миноуг.
В эпизоде «Карусель» телесериала «Красный карлик» Кот говорит: «Нас скопировали больше раз, чем фотографию теннисистки, чешущей свою задницу» (англ. “We've been copied more times than the picture of the tennis girl scratching her butt!”).
Сюжет, запечатлённый на фотографии, использовали в рекламе теннисной видеоигры «Davis Cup World Tour» для приставки Sega Mega Drive.
В 2011 году скульптор Бен Дирни создал скульптуру, покрытую золотом, которая в точности повторяет сюжет, запечатлённый фотографом Мартином Эллиоттом. Моделью для скульптора стала всё та же Фиона Батлер, фигура которой, по заявлениям скульптора, практически не изменилась.